# Grzegorz Kaleta
Grzegorz Wacław Kaleta (Elbląg, 21 de marzo de 1970) es un deportista polaco que compitió en piragüismo en la modalidad de aguas tranquilas. Ganó cinco medallas en el Campeonato Mundial de Piragüismo entre los años 1989 y 1995, y una medalla en el Campeonato Europeo de Piragüismo de 1997.

## Palmarés internacional
| Campeonato Mundial | Campeonato Mundial     | Campeonato Mundial | Campeonato Mundial |
| Año                | Lugar                  | Medalla            | Competición        |
| ------------------ | ---------------------- | ------------------ | ------------------ |
| 1989               | Plovdiv (Bulgaria)     | Medalla de bronce  | K4 10 000 m        |
| 1990               | Poznań (Polonia)       | Medalla de plata   | K4 10 000 m        |
| 1993               | Copenhague (Dinamarca) | Medalla de plata   | K4 10 000 m        |
| 1995               | Duisburgo (Alemania)   | Medalla de bronce  | K4 500 m           |
| 1995               | Duisburgo (Alemania)   | Medalla de bronce  | K4 1000 m          |
| Campeonato Europeo |                        |                    |                    |
| Año                | Lugar                  | Medalla            | Competición        |
| 1997               | Plovdiv (Bulgaria)     | Medalla de bronce  | K4 1000 m          |